# Ardisia florida
Ardisia florida är en viveväxtart som beskrevs av Pitard. Ardisia florida ingår i släktet Ardisia och familjen viveväxter. Inga underarter finns listade i Catalogue of Life.